# Железничка станица Панчево главна
Железничка станица Панчево главна је једна од станица Београдског железничког чвора и пруге Београд—Вршац. Налази се у насељу Панчево у граду Панчеву. Смештена је на леву обале реке Тамиш. Пруга се наставља ка Панчево вароши у једном смеру, у другом према Овчи и у трећем према Банатском Новом Селу. Железничка станица Панчево главна састоји се из 15 колосека. 